# Бій за конвой «Есперо»
Бій за конвой «Есперо» (англ. Battle of the Espero Convoy, італ. Battaglia del convoglio Espero) — перший морський бій між Королівськими військово-морськими флотами Великої Британії та Австралії з Італійським флотом, що відбувся 28 червня 1940 року в Середземному морі південно-західніше грецького острова Крит під час війни на Середземномор'ї.

## Передумови
Після капітуляції Франції італійці розпочали регулярні перевезення в Північну Африку для нормального забезпечення Лівійського фронту. Британці ж намагались цьому перешкодити. На початку війни вони могли використовувати для цього лише кораблі.
27 червня 1940 року з Таранто в Тобрук вирушив конвой з трьох есмінців («Есперо», «Дзеффіро», «Остро») під командуванням капітана 1-го рангу Енріко Бароні. Він мав доставити в Африку гармати, боєприпаси та артилеристів.
28 червня він був помічений літаючим човном Сандерленд з Мальти. У цей час в морі перебував весь британський Середземноморський Флот, який прикривав конвої, що йшли в Грецію. На перехоплення італійського конвою була відправлена 7-ма ескадра крейсерів під командуванням віцеадмірала Джона Тові у складі 5 легких крейсерів («Орайон» (флагман), «Нептьюн», «Сідней», «Глостер», «Ліверпуль»).

## Хід бою
Тові вишикував свої кораблі розтягнутим фронтом та пішов на перехоплення. О 18:33 крейсер «Ліверпуль» помітив італійські кораблі на південний захід від мису Матапан. Через 3 хвилини він відкрив вогонь з дистанції 21 км. Італійські кораблі зразу почали відхід. Але «Есперо» через дефект котла не міг розвивати швидкість понад 25 вузлів. Бароні вирішив пожертвувати одним кораблем, щоб дати змогу врятуватись двом іншим.
«Ліверпуль» доповів про контакт, і о 18:59 вогонь відкрив також флагманський корабель «Оріон». Британські крейсери взяли «Есперо» в кліщі з двох сторін. Італійський есмінець поставив димову завісу та випустив 3 торпеди по «Оріону», але влучити з такої дистанції було неможливо.
Тові вирішив обійти димову завісу, щоб наздогнати решту есмінців, в той час, коли «Ліверпуль» та «Глостер» продовжували обстріл «Есперо». Але британські артилеристи стріляли невдало, а о 19:20 в «Ліверпуль» влучив снаряд, пошкодивши два торпедні апарати, які, на щастя, не вибухнули. «Ліверпуль» відвернув у сторону, за ним це також зробив «Глостер». Бачачи це, Тові повернув на допомогу своїм кораблям. По італійському есмінцю відкрили вогонь «Нептьюн», «Оріон» та «Сідней».
О 20:00 «Есперо» втратив хід, і Тові кинувся навздогін. Але в цей час вже сутеніло, а британські кораблі витратили значну частину свого боєзапасу, тому Тові з 4-ма кораблями вирушив на Мальту, доручивши «Сіднею» добити італійський корабель.
Коли крейсер підійшов ближче, італійський корабель здійснив ще декілька пострілів. У відповідь британський крейсер дав 4 залпи з близької дистанції. Італійський есмінець перекинувся та затонув.
Загинуло близько 180 італійських моряків, у тому числі Енріко Бароні, який посмертно був нагороджений «Золотою медаллю за військову доблесть». Британці підібрали 47 італійців, 3 з яких згодом померли від поранень.

## Наслідки
Британці потопили один італійський есмінець, але 2 інші щасливо дістались до Бенгазі.
Бій показав успіхи британської авіарозвідки, яка помітила італійський конвой та навела на нього свої кораблі.
Також бій показав високий бойовий дух екіпажів малих італійських кораблів (на відміну від великих) — маленький есмінець пожертвував собою, щоб дати змогу врятуватись іншим кораблям.
Під час бою британці витратили понад 5 000 снарядів. Це показало неправильність теорії морського бою на далеких дистанціях. Велика витрата снарядів призвела до перенесення на 2 тижні операції MA.5 з проведення конвоїв MF-1 та MS-1 на Мальту, що згодом вилилось у бій біля Калабрії.

## Карта та схема бою
|           |           |
| Карта бою | Схема бою |

## Відео
- Battle of Espero Convoy (1940—2010) — YouTube [Архівовано 25 вересня 2019 у Wayback Machine.]